# Frank Navetta
Frank Navetta (1962 – Eugene, 31 ottobre 2008) è stato un chitarrista statunitense.

## Biografia
È conosciuto per essere stato il primo chitarrista e fondatore, con Bill Stevenson e Tony Lombardo, dei Descendents, coi quali ha pubblicato gli album Milo Goes to College e I Don't Want to Grow Up. Poco prima della pubblicazione del disco Enjoy!, lascia la band e si trasferisce in Oregon, diventando un pescatore a tempo pieno. Nel 1996 si unisce a Milo Aukerman, Bill Stevenson ed al bassista originario Tony Lombardo per un tour in occasione della riunione dei Descendents.
Muore il 31 ottobre 2008 a causa di un malore.

## Discografia
| Data | Titolo                  | Etichetta            | Gruppo      |
| 1982 | Milo Goes to College    | New Alliance Records | Descendents |
| 1985 | I Don't Want to Grow Up | SST Records          | Descendents |